# Пантелеймоновский огнеупорный завод
ПАО «Пантелеймоновский огнеупорный завод» (Пантелеймоновский динасовый завод им. К. Маркса) — одно из крупнейших предприятий Украины, специализирующихся на выпуске периклазовых, периклазохромитовых, периклазошпинельных, периклазоуглеродистых, периклазоалюмоуглеродистых и алюмопериклазоуглеродистых огнеупоров.
Сокращенное название ПОЗ (аббревиатура от Пантелеймоновский Огнеупорный Завод).
Завод расположен в посёлке Пантелеймоновка (Донецкой области, Украина).

## На карте
48°12′15″ с. ш. 37°58′57″ в. д.